# Sceloporus aeneus
Sceloporus aeneus är en ödleart som beskrevs av  Wiegmann 1828. Sceloporus aeneus ingår i släktet Sceloporus och familjen Phrynosomatidae. IUCN kategoriserar arten globalt som livskraftig. Inga underarter finns listade i Catalogue of Life.